# Lijst van weg- en veldkruisen in Roermond
Dit is een onvolledige lijst van weg- en veldkruisen in de gemeente Roermond. Onder kruisen wordt verstaan: alle weg-, veld- en hagelkruisen ed. De kruisen op kerkhoven of op gevels en daken van gebouwen zijn buiten beschouwing gelaten.
Bij enkele kruisen staat het huisnummer aangegeven van de woning die erbij ligt.
| Adres                             | Plaats            | Plaatsingsjaar | Soort kruis | Extra informatie          | Foto |
| --------------------------------- | ----------------- | -------------- | ----------- | ------------------------- | ---- |
| Dorpsstraat-Maalderstraat         | Asenray           |                |             |                           |      |
| Op de Berg                        | Asselt            |                |             |                           |      |
| Pastoor Pinckersstraat            | Asselt            |                |             |                           |      |
| Dorpsstraat-Roermondsestraat      | Herten            |                |             |                           |      |
| Hondsbergje-Rosslag               | Herten            |                |             |                           |      |
| Schouwburg (bij nr. 31)           | Leeuwen           |                |             |                           |      |
| Marktstraat (bij nr. 17)          | Merum             |                |             |                           |      |
| Bisschop Lindanusstraat-Molenweg  | Roermond          |                |             |                           |      |
| Borgend-Kruisstraat               | Roermond          |                |             |                           |      |
| Boschdal                          | Roermond          |                |             |                           |      |
| Bredeweg-Broekhin Zuid            | Roermond          |                |             |                           |      |
| Bredeweg-Gebroek                  | Roermond          |                |             |                           |      |
| Bredeweg-Scheidingsweg            | Roermond          |                |             |                           |      |
| Bronkweg-Linderweg                | Roermond          |                |             |                           |      |
| Celebesstraat-Keulsebaan          | Roermond          |                |             |                           |      |
| De Weerd (bij nr. 3)              | Roermond          |                |             |                           |      |
| Haterbaan-Maaswaarderweg          | Roermond          |                |             |                           |      |
| Hattem                            | Roermond          |                |             |                           |      |
| Heinsbergerweg                    | Roermond          |                |             | Bij Verpleeghuis Camillus |      |
| Kloosterweg-Terbaansweg           | Roermond          |                |             |                           |      |
| Monseigneur Nolensstraat          | Roermond          |                |             |                           |      |
| Mijnheerkens (bij nr. 1)          | Roermond          |                |             |                           |      |
| Voorstad Sint Jacob               | Roermond          |                |             |                           |      |
| Weijerspad (bij nr. 3)            | Roermond          |                |             |                           |      |
| Maasniel                          | Roermond-Maasniel |                |             |                           |      |
| Aan de Wolfsbaan-Heydweg          | Swalmen           |                |             |                           |      |
| Beeselseweg (bij nr. 46)          | Swalmen           |                |             |                           |      |
| Burgemeester Strenslaan-Oude Baan | Swalmen           |                |             |                           |      |
| Damianuskamp-De Klein Hei         | Swalmen           |                |             |                           |      |
| Eind-Schroefweg                   | Swalmen           |                |             |                           |      |
| Hoogstraat-Stationsstraat         | Swalmen           |                |             |                           |      |
| Parallelweg                       | Swalmen           |                |             |                           |      |